# Angela Kinsey
Angela Faye Kinsey (n. 25 iunie 1971, Parohia Lafayette, Louisiana, SUA) este o actriță americană. A interpretat rolul Angelei Martin în serialul La birou (The Office). A mai apărut și în alte sitcomuri ca Your Family or Mine (2015) sau Haters Back Off (2016–2017). După La birou, Kinsey a apărut în filmul Netflix Fata înaltă (Tall Girl), serialul Disney+ Bucătari de poveste (Be Our Chef), în A.P. Bio sau în serialul  MTV Deliciousness.  

## Filmografie

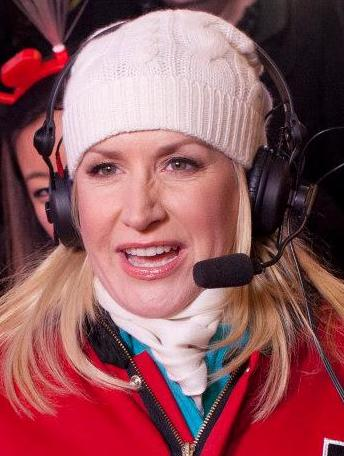
Angela Kinsey în 2012

### Film
| An   | Titlu                                | Rol                      | Note        |
| ---- | ------------------------------------ | ------------------------ | ----------- |
| 2004 | Career Suicide                       | Tammy                    | Scurtmetraj |
| 2007 | Permis de căsătorie (License to Wed) | Judith the Jewelry Clerk |             |
| 2009 | Tripping Forward                     | Jennifer                 |             |
| 2010 | Brigada pestriță (Furry Vengeance)   | Felder                   |             |
| 2012 | Lovit de fulger                      | Counselor                |             |
| 2012 | The Bluegrass Brainwash Conspiracy   | Hillbilly                | Scurtmetraj |
| 2014 | All Stars                            | Debbie Shipman           |             |
| 2015 | Hot Bot                              | Candy Huffington         |             |
| 2016 | Laid in America                      | Lisa                     |             |
| 2016 | Slash                                | Anglaxia Supremacy IV    |             |
| 2016 | Blacked Out                          | Jen                      |             |
| 2016 | Swing State                          | Susan Davis              |             |
| 2018 | Half Magic                           | Eva                      |             |
| 2018 | Sherry                               | Sherry                   | Scurtmetraj |
| 2018 | Handover                             | Helen                    |             |
| 2019 | Fata înaltă                          | Helaine Kreyman          |             |
| 2022 | Fata înaltă 2                        | Helaine Kreyman          |             |

### Televiziune
| An           | Titlu                          | Rol                 | Note                                                              |
| ------------ | ------------------------------ | ------------------- | ----------------------------------------------------------------- |
| 1997–1998    | King of the Hill               | Angela (voce)       | 2 episoade                                                        |
| 1998         | Step by Step                   | Simone              | Episodul: "Goin' to the Chapel"                                   |
| 2003         | Run of the House               | Maxine              | Episodul: "The Party"                                             |
| 2003         | All of Us                      | Blanche Whitefish   | Episodul: "Tia Moves In"                                          |
| 2005–2013    | The Office                     | Angela Martin       | Rol principal (188 episoade)                                      |
| 2006         | The Office: The Accountants    | Angela Martin       | Rol principal (10 episoade)                                       |
| 2007–2008    | Monk                           | Arlene Boras        | Episoadele: "Mr. Monk and the Naked Man", "Mr. Monk's 100th Case" |
| 2008         | The Office: The Outburst       | Angela Martin       | Episodul: "The Explanation"                                       |
| 2009         | A Temporary Life               | Rachel              | Film TV                                                           |
| 2010         | The Office: The Mentor         | Angela Martin       | Rol secundar (4 episoade)                                         |
| 2010         | American Dad!                  | Mia (voice)         | Episodul: "Merlot Down Dirty Shame"                               |
| 2010         | The Office: The 3rd Floor      | Angela Martin       | Episodul: "Lights, Camera, Action!"                               |
| 2010         | Yo Gabba Gabba!                | Teacher / Herself   | Episodul: "School"                                                |
| 2012         | First Dates with Toby Harris   | April               | Episodul: "Foreplay"                                              |
| 2013         | Wilfred                        | Heather Williger    | Episodul: "Uncertainty"                                           |
| 2013         | The Gabriels                   | Gail Gabriel        | Pilot TV                                                          |
| 2013–2016    | Hollywood Game Night           | Herself             | 3 episoade                                                        |
| 2013–2014    | New Girl                       | Rose                | 4 episoade                                                        |
| 2014         | Hot in Cleveland               | Mrs. Carson         | Episodul: "Dr. Who?"                                              |
| 2014         | The Hotwives of Orlando        | Crystal             | Serial Hulu (14 episoade)                                         |
| 2014         | Bad Judge                      | Michelle            | 4 episoade                                                        |
| 2014–2016    | Celebrity Name Game            | Rolul ei            | 8 episoade                                                        |
| 2015         | Your Family or Mine            | Claire              | Rol secundar (6 episoade)                                         |
| 2016–2017    | Haters Back Off                | Bethany             | Rol secundar (16 episoade)                                        |
| 2016–2017    | The Real O'Neals               | Shelia DeMars       | 2 episoade                                                        |
| 2016         | The 5th Quarter                | Tia Cantari         | Episodul Selling Out: The Frank Cushman Story                     |
| 2017         | Life in Pieces                 | Ruth                | Episodul: "Chef Rescue Negotiator Necklace"                       |
| 2018         | Fresh Off the Boat             | Amy Chestnut        | Episodul: "We Need to Talk About Evan"                            |
| 2018         | Terror in the Woods            | Dani                | Film TV                                                           |
| 2018         | How May We Hate You?           | Dana                | Film TV                                                           |
| 2018         | A.P. Bio                       | Brenda              | Episodul: "Durbin Crashes"                                        |
| 2018         | Splitting Up Together          | Jeannie Johnson     | Episodul: "We Need to Talk About Karen"                           |
| 2019         | Miracle Workers                | Gail                | Episodul: "2 Weeks"                                               |
| 2020         | Be Our Chef                    | Host                | 11 episoade                                                       |
| 2020         | BlackAF                        | Leeza               | Netflix Series                                                    |
| 2020–prezent | Deliciousness                  | Rolul ei (Panelist) | MTV Series                                                        |
| 2020         | Never Have I Ever              | Vivian              | Rol secundar                                                      |
| 2020         | Home Movie: The Princess Bride | Vizzini             |                                                                   |

## Premii și nominalizări
| An   | Premiu              | Categorie                                                 | Lucrare       | Rezultat     |
| ---- | ------------------- | --------------------------------------------------------- | ------------- | ------------ |
| 2007 | Screen Actors Guild | Outstanding Performance by an Ensemble in a Comedy Series | The Office    | Câștigat     |
| 2008 | Screen Actors Guild | Outstanding Performance by an Ensemble in a Comedy Series | The Office    | Câștigat     |
| 2008 | TV Land Awards      | Future Classic                                            | The Office    | Câștigat     |
| 2020 | Shorty Awards       | Best Podcaster (with Jenna Fischer)                       | Office Ladies | Nominalizare |